# Luis E. Miramontes

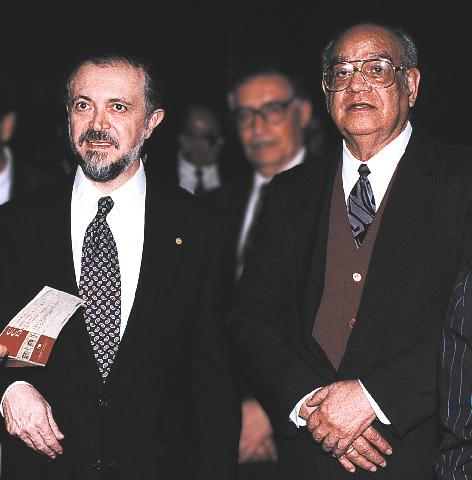
Luis E. Miramontes (rechts) mit Mario J. Molina, um 1995

Luis Ernesto Miramontes Cárdenas (* 16. März 1925 in Tepic; † 13. September 2004 in Mexiko-Stadt) war ein mexikanischer Chemiker. Er wechselte 1950 von der Universidad Nacional Autónoma de México (UNAM) zur Pharmafirma Syntex und arbeitete dort als Forscher unter der Leitung von Carl Djerassi. Ihm gelang die erste Synthese eines oral wirksamen Progestins (15. Oktober 1951). Dieses Steroid war α-Ethinyltestosteron, mit generischen Namen Norethisteron oder Norethindron, das zur Entwicklung von einigen der ersten oral verabreichten Empfängnisverhütungsmitteln (Antibabypille) führte. 

## Entdeckung von Norethisteron
Miramontes oxidierte 19-Norestosteron mit Chromtrioxid zu 19-Norandrosten-3,17-dion, dessen Umsetzung mit Orthoameisensäure lieferte einen Enolether, der mit Acetylen und Kalium-t-amylat umgesetzt und sauer hydrolysiert zu Norethisteron führte. Den letzten Schritt dieser Synthese realisierte Miramontes am 15. Oktober 1951, wie auch Carl Djerassi bestätigte, unter dessen Leitung der Chemiestudent Miramontes damals bei der mexikanischen Firma Syntex arbeitete. Norethisteron war Anfang der 50er Jahre das beste, oral verfügbare, progesteronale Steroid und wurde als Arzneistoff in fast 50 % aller oral wirksamen Kontrazeptiva (umgangssprachlich: Antibabypille) eingesetzt.

## Anerkennungen und Auszeichnungen
- Das Patentamt der Vereinigten Staaten bewertete 1964 die Erfindung der Kontrazeptiva als eine der 40 wichtigsten Erfindungen im Zeitraum 1794 bis 1964. Dabei wurde der Name Miramontes in eine Reihe mit Pasteur, Edison, Bell, den Gebrüdern Wright und anderen genannt.
- 1985 erhielt Miramontes den Orden „Estado de Mexico“ für seine herausragenden wissenschaftlichen Leistungen.
- Miramontes erhielt 1986 den mexikanischen Nationalpreis für Chemie „Andrés Manuel del Rio“.

## Schriften
- L. Miramontes, G. Rosenkranz, C. Djerassi: Steroids 22: The Synthesis Of 19-Nor-Progesterone, J. Am. Chem. Soc. 1951, 73, 3540–3541.
- A. Sandoval, L. Miramontes, G. Rosenkranz, C. Djerassi: The Dienone Phenol Rearrangement, J. Am. Chem. Soc. 1951, 73, 990–991.
- A. Sandoval, Miramontes, G. Rosenkranz, C. Djerassi, F. Sondheimer: Steroids 69: 19-Nor-Desoxycorticosterone, A Potent Mineralocorticoid Hormone, J. Am. Chem. Soc. 1953, 75, 4117–4118.
- O. Mancera, L. Miramontes, G. Rosenkranz, F. Sondheimer, C. Djerassi: Steroidal Sapogenins 28: The Reaction Of Peracids With Enol Acetates Of Delta-8-7-Keto And Delta-8-11-Keto Steroidal Sapogenins, J. Am. Chem. Soc. 1953, 75, 4428–4429.
- C. Djerassi, L. Miramontes, G. Rosenkranz: Steroids 48: 19-Norprogesterone, A Potent Progestational Hormone, J. Am. Chem. Soc. 1953, 75, 4440–4442.
- C. Djerassi, L. Miramontes, G. Rosenkranz, F. Sondheimer: Steroids 54: Synthesis Of 19-Nor-17-Alpha-Ethynyltestosterone And 19-Nor-17-Alpha-Methyltestosterone, J. Am. Chem. Soc. 1954, 76, 4092–4094.
- L. Miramontes, P. Aguinaco, M. A. Romero: Synthesis of 6-Methyl Steroids, J. Am. Chem. Soc. 1960, 82, 6153–6155.